# 10729 Цвєткова
10729 Цвєтко́ва (10729 Tsvetkova) — астероїд головного поясу, відкритий 4 вересня 1987 року.
Тіссеранів параметр щодо Юпітера — 3,349.